# Авганистан на Светском првенству у атлетици на отвореном 2017.
Авганистан је учествовао на Светском првенству у атлетици на отвореном 2017. одржаном у Лондону од 4. до 13. августа. Репрезентацију Авганистана представљао је 1 такмичар који се такмичио у трци на 100 метара.,
На овом првенству Авганистан није освојио ниједну медаљу, а његов преставнник оборио је лични рекорд на 100 м.

## Резултати

### Мушкарци
| Атлетичар   | Дисциплина | Лични рекорд | Предтакмичење | Предтакмичење | Квалификације    | Квалификације    | Полуфинале       | Полуфинале       | Финале           | Финале     | Детаљи |
| Атлетичар   | Дисциплина | Лични рекорд | Резултат      | Место         | Резултат         | Местои9о888888   | Резултат         | Место            | Резултат         | Место      | Детаљи |
| ----------- | ---------- | ------------ | ------------- | ------------- | ---------------- | ---------------- | ---------------- | ---------------- | ---------------- | ---------- | ------ |
| Саид Гилани | 100 м      | 11,33        | 11,13 ЛР      | 6. гр 3       | Није се пласирао | Није се пласирао | Није се пласирао | Није се пласирао | Није се пласирао | 50/58 (62) |        |

## Рефеенце
1. ↑  Земље учеснице на СП 2017 са бројем учесника сајт ИААФ Прибављено 4.8.2017.
2. ↑  Резултати такмичара Авганистана на СП Прибављено 6.8.2017.